# Gradi del judo
I gradi del judo indicano il livello di preparazione del judoka e vengono identificati con un colore della cintura indossata.

## Il sistema di graduazione del Kodokan
| Grado        | Seinen-gumi    | Shonen-gumi | Denominazione                   |            |
| Nuovi membri | Bianco         | Bianco      | (段級未定者?, dan-kyū miteisha) | id="mwCSM" |
| 5º kyū       | Bianco         | Bianco      | (五級?, gokyū)                  |            |
| 4º kyū       | Bianco         | Bianco      | (四級?, yonkyū)                 |            |
| 3º kyū       | Marrone        | Viola       | (三級?, sankyū)                 |            |
| 2º kyū       | Marrone        | Viola       | (二級?, nikyū)                  |            |
| 1º kyū       | Marrone        | Viola       | (一級?, ikkyū)                  |            |
| 1º dan       | Nero           | Nero        | (初段?, shodan)                 |            |
| 2º dan       | Nero           |             | (二段?, nidan)                  |            |
| 3º dan       | Nero           |             | (三段?, sandan)                 |            |
| 4º dan       | Nero           |             | (四段?, yondan)                 |            |
| 5º dan       | Nero           |             | (五段?, godan)                  |            |
| 6º dan       | Bianco e rosso |             | (六段?, rokudan)                |            |
| 7º dan       | Bianco e rosso |             | (七段?, nanadan)                |            |
| 8º dan       | Bianco e rosso |             | (八段?, hachi-dan)              |            |
| 9º dan       | Rosso          |             | (九段?, kudan)                  |            |
| 10º dan      | Rosso          |             | (十段?, jū-dan)                 |            |

Ad ogni praticante viene attribuito un grado che identifica sinteticamente -almeno nelle intenzioni di Jigorō Kanō Shi-han il suo livello tecnico e quindi la conoscenza e l'abilità nel waza, la sua condotta etica e morale, così come la capacità di applicare i principi del jūdō alla vita quotidiana.
Jigorō Kanō stesso, in un articolo del 1918, indica i criteri per la promozione di dan:
Esistono casi in cui è prevista la bocciatura alla classe superiore o il rinvio dell'esame, quando vengono rilevate situazioni di noncuranza o inosservanza delle regole fondamentali che ogni allievo è tenuto a conoscere; oppure di fronte alla constatazione di un procedimento scorretto nella modalità di apprendimento. [...] Nell'esame di promozione rientrano naturalmente anche altre considerazioni, quali il livello di comprensione dei principî del jūdō, l'attitudine comportamentale del candidato, ecc. Ad esempio, di recente abbiamo preso l'iniziativa di inviare a una scuola superiore un regolamento riguardante gli esami di promozione in cui si precisano i seguenti canoni da tenere in considerazione per le valutazioni:
- Portamento corporeo;
- Educazione e rispetto dei riti;
- Capacità tecnica e fisica;
- Comportamento individuale operoso o indolente.[3]»

(Jigorō Kanō)
La classificazione prevede una divisione tra mudansha, ovvero i non portatori di dan, e gli yūdansha, ovvero i portatori di dan.
Tale classificazione, ad opera del Prof. Kanō, è una evoluzione del sistema tradizionale basato su onorificenze, ancora in uso al Dai Nippon Butoku Kai, che prevede l'assegnazione di titoli onorifici a seconda dell'esperienza del praticante.
Chi riusciva a superare il livello dilettantistico poteva pertanto allinearsi nella qualifica Mokuroku; progredendo ulteriormente e acquistando la competenza didattica, veniva concesso il Menkyō, con l'autorizzazione di insegnare il jū-jutsu della propria scuola; progredendo ancora e con l'acquisizione dell'abilità che si può definire magistrale, finalmente veniva conferito il certificato di Kaiden, contenente la dichiarazione di aver trasmesso al titolare ogni segreto orale e scritto della disciplina.
I gradi erano al massimo cinque, con lunghi intervalli di tempo tra uno e l'altro, cosa che personalmente trovavo controproducente non solo sul piano didattico, ma anche nell'incoraggiare gli allievi.»
(Jigorō Kanō)
L'uso delle cinture, quindi, è stato introdotto dal Prof. Kanō sostanzialmente con l'obiettivo di esplicitare il grado effettivo del praticante, ma è da attribuire agli occidentali e più precisamente da Mikonosuke Kawaishi l'uso sistematico delle cinture colorate per i mudansha.
Tale sistema di graduazione non è standard in tutto il mondo, ma generalmente prevede i seguenti colori per identificare i jūdōka dal 6º al 1º kyū: bianco, giallo, arancione, verde, blu, e marrone.
Al momento è tuttavia in uso in molte associazioni sportive italiane un sistema di graduazione per i mudansha che prevede anche l'attribuzione di "mezze-cinture".
Per gli yūdansha, invece, esiste uno standard globalmente accettato che è quello del Kōdōkan di Tōkyō, che prevede i seguenti colori: nera dal 1º al 5º dan, bianco-rosso dal 6º all'8º dan, e rosso per il 9º e il 10º dan.
Le donne, per tradizione, possono indossare la cintura del grado a cui appartengono con una particolare riga bianca orizzontale.
Gli esperti di Judo, dal 1º al 5º dan, portano indistintamente la cintura nera. Nell'idea del Fondatore dal 1° al 5° dan l'evoluzione judoistica prevede un potenziamento dell'ego e la personalizzazione della tecnica, alla ricerca della massima efficacia. Dal 6° al 10° dan la personalità judoistica si affievolisce e il praticante si avvicina sempre di più all'universalizzazione della tecnica (significa che fino al 5° dan l'esperto pratica i suoi "speciali", successivamente ricerca la forma pura della tecnica). In Europa (ma anche in Giappone) il sistema è fallito perché alcune cinture nere proseguivano l'evoluzione prevista, mentre altre si dedicavano troppo presto all'insegnamento; inoltre, l'arrogato potere delle Federazioni ad amministrare questi gradi, ha portato ad un ventaglio di possibilità: gradi agonistici, politici, arbitrali, onorari. Essendo stata considerata la probabilità che gli esperti di Judo invecchino e quindi non siano più in grado di competere efficacemente, pur restando esemplari nell’esecuzione della tecnica, dal 6° dan è prevista una cintura di cerimonia: bianca e rossa per 6º, 7º e 8º dan, rossa per i successivi. Essa ha il significato di chiedere particolare rispetto per chi la indossa.
Il fondatore, Jigoro Kano, non si è mai dato un grado, detenendo il titolo di Shihan. Ma nel periodo in cui il Judo cominciava a diffondersi all'estero, i nipponici ritennero giustamente che gli stranieri avrebbero meglio capito la sua importanza se gli fosse stato attribuito un grado di distinzione. Così, dopo la morte Jigoro Kano divenne 12º dan (l'undicesimo rimase vuoto a rimarcare l'incolmabile abisso che lo separa dagli altri praticanti). Per esprimere la sua condizione di non classificato Kano portava sovente la cintura bianca, ma più alta di quella usuale, come era in uso nel jujitsu. Portava anche la cintura nera, e negli ultimi tempi si esibiva spesso in abito da cerimonia (aori).

## Il sistema di graduazione in Italia
| Grado   | Seinen-gumi    | Shonen-gumi               | Denominazione      |
| 6º kyū  | Bianco         | Bianco Bianco-Giallo      | (六級?, rokukyū)   |
| 5º kyū  | Giallo         | Giallo Giallo-Arancione   | (五級?, gokyū)     |
| 4º kyū  | Arancione      | Arancione Arancione-Verde | (四級?, yonkyū)    |
| 3º kyū  | Verde          | Verde Verde-Blu           | (三級?, sankyū)    |
| 2º kyū  | Blu            | Blu Blu-Marrone           | (二級?, nikyū)     |
| 1º kyū  | Marrone        | Marrone                   | (一級?, ikkyū)     |
| 1º dan  | Nero           | Nero                      | (初段?, shodan)    |
| 2º dan  | Nero           |                           | (二段?, nidan)     |
| 3º dan  | Nero           |                           | (三段?, sandan)    |
| 4º dan  | Nero           |                           | (四段?, yondan)    |
| 5º dan  | Nero           |                           | (五段?, godan)     |
| 6º dan  | Bianco e rosso |                           | (六段?, rokudan)   |
| 7º dan  | Bianco e rosso |                           | (七段?, nanadan)   |
| 8º dan  | Bianco e rosso |                           | (八段?, hachi-dan) |
| 9º dan  | Rosso          |                           | (九段?, kudan)     |
| 10º dan | Rosso          |                           | (十段?, jū-dan)    |

In Italia, i gradi inferiori alla cintura nera sono rilasciati in seguito ad un esame periodico organizzato dall'Insegnante Tecnico del club. Per ottenere invece il grado di cintura nera 1º dan ci sono diversi percorsi:
- Al 15º anno di età, i possessori del grado di 2º kyū, possono ottenere il 1º dan per meriti agonistici classificandosi almeno al 3º posto al Campionato Italiano Cadetti; oppure al 17º anno di età, i possessori del grado di 1º kyū, classificandosi nei primi 7 al Campionato Italiano Juniores; oppure dal 17º al 23º anno di età, i possessori del grado di 1º kyū, classificandosi nei primi 7 al Campionato Italiano Under 23.
- Al 18º anno di età, i possessori del grado di 2º kyū, possono partecipare al Grand Prix 1º e 2º dan il quale prevede una serie di tornei a punteggio: al raggiungimento della soglia di 40 punti si ottiene il 1º dan, e al raggiungimento di ulteriori 50 punti, il 2º dan.
- Al 16º anno di età, per coloro i quali fossero 1º kyū da almeno 2 anni, è possibile sostenere un esame teorico-pratico indetto dal Comitato Regionale.[6]

Di seguito altre regole per la promozione a dan successivi (valide in Italia):
- I medagliati ad un Campionato Italiano di classe ottengono generalmente la promozione al dan successivo, fino al 3º dan, direttamente dal Presidente della FIJLKAM.
- I medagliati ad un Campionato Europeo di classe ottengono generalmente la promozione al dan successivo, fino al 4º dan, direttamente dal Presidente dell'EJU.
- I medagliati ad un Campionato Mondiale o alle Olimpiadi ottengono generalmente la promozione al dan successivo, fino al 5º dan, direttamente dal Presidente dell'IJF.

Per l'ottenimento di gradi dal 1º al 5º dan, tuttavia, è possibile sostenere un esame di graduazione regionale (fino al 3º dan), o nazionale (fino al 5º dan), rispettando i vincoli temporali minimi, ovvero di n+1 anni di attesa per ogni esame di graduazione, dove n è il proprio dan, fino al 5º dan. Il 6º dan ha un esame riservato a chi ha il titolo di maestro o arbitro, pur rimanendo valida la regola del n+1 anni successivi al 5º dan. Dan successivi vengono attribuiti –almeno in Italia–, principalmente, per meriti societari e sportivi.
In Italia, e non solo, il sistema di graduazione per gli allievi più giovani prevede anche l’attribuzione di "mezze-cinture", che nonostante siano in antitesi al judo tradizionale, sono state introdotte negli ultimi anni con il pretesto di gratificare l'allievo e portarlo gradualmente all'effettiva capacità intellettiva e tecnica verso il compimento del 14º anno di età. Esistono quindi, tra i vari kyū, le cinture: bianco-gialla, gialla-arancione, arancio-verde, verde-blu e la blu-marrone. Il sistema nipponico usa solo in teoria le classi di allievi e solo due colori di cintura: bianca per non classificato, 5º e 4º kyū, marrone per le successive; il significato è che chi porta la cintura bianca va trattato con grande responsabilità (per esempio senza attaccarlo con tecniche irruenti perché presumibilmente non ha padroneggiato le ukemi al punto di sentirsi sicuro).